# ライキピア (カウンティ)
ライキピア（スワヒリ語: Wilaya ya Laikipia）は、ケニア西部の旧リフトバレー州東部のカウンティ。
中心都市はナニュキで、最大都市はニャフルル。
面積は8696.1km2で、2009年の人口は39万9227人、人口密度は45.9人/km2。

## 人口
- 1979年8月24日：13万4524人
- 1989年8月24日：21万8957人
- 1999年8月24日：32万2187人
- 2009年8月24日：39万9227人[1]

## 隣接カウンティ
- 北：サンブル (カウンティ)
- 北東：イシオロ (カウンティ)
- 東：メルー (カウンティ)
- 南東：ニエリ (カウンティ)
- 南：ニャンダルア (カウンティ)
- 南西：ナクル (カウンティ)
- 西：バリンゴ (カウンティ)

## 主要都市
- ニャフルル：3万1952人
- ナニュキ（英語版）：3万1826人(中心都市)[2]

## 経済
穀物や飼料栽培、園芸作物から成る農業と、観光が中心である。